# Klaus Grunenberg
Klaus Grunenberg (* 4. Mai 1939 in Stargard in Pommern) ist ein deutscher Lyriker und Autor.

## Leben
Nach abenteuerlicher Flucht aus Pommern (die er später literarisch verarbeitete) und dem Besuch der Volksschule in Niedersachsen trat Grunenberg 1953 in das Gymnasium am Kaiserdom und in das Bischöfliche Konvikt in Speyer ein. Dort entwickelte er Interesse an Literatur und Theater, sodass die Heimleitung eine Ausbildung als Schauspieler in Mannheim vorschlug. Grunenberg begann im Jahr 1959 ein Praktikum und anschließend eine Lehre als Brauer und Mälzer.
Nach seiner Ausbildung studierte er Brauwesen an der TH/TU-München-Weihenstephan und schloss 1965 als Diplom-Braumeister ab. Während des Studiums war er Corpsstudent. Danach war er 15 Jahre als Braumeister und technischer Betriebsleiter tätig und hat das zur Kontrolle der Reinzucht-Hefe aufkommende Nakagawa-Medium untersucht und modifiziert. In der Zeit von 1967 bis 1975 wurden verschiedene Artikel Grunenbergs in der Fachzeitschrift "Brauwelt" zum Thema Betriebskontrolle veröffentlicht.
Anschließend war er 20 Jahre als Klinikbetreuer in der pharmazeutischen Industrie tätig. In dieser Zeit veröffentlichte er "Kinder des Kronos", "Der Wassermann" und "Helles Land".
Mit Gunther Hartwich veröffentlichte er als Co-Autor verschiedene Bildbände. Darunter "Ungarn ist mehr", "Mittelfranken", "Leben in Nürnberg", "Prichsenstadt" sowie "Iphofen". Anschließend betätigte er sich als Autor im Internetforum READERS EDITION. Dort  veröffentlichte er Buchkritiken, die Satirereihe "Lyrieleison", "Fränkische Medaillons", "Auf den Spuren der Literatur" und "Traumbild Heimat".
Seine abenteuerliche Flucht als Kind und seine Jugend im Bischöflichen Konvikt zu Speyer hat er 2015 in „Eine Kindheit und Jugend im 20. Jahrhundert“ veröffentlicht. In „Glücksweg“ erzählt er die Fortsetzung seiner Vita, wobei er sich und seine Frau gelegentlich als Protagonisten einsetzt, also aus der Distanz betrachtend eine oftmals ironische Situation herauf beschwört. Mit „Roter Klatschmohn sprang aus den Feldern“ folgte 2016 ein lyrischer Sammelband mit Texten, die in über 40 Jahren entstanden sind und die er gelegentlich in Lesungen seinen Freunden nicht vorenthielt. Auf "Weltenklang" mit dramatisch-lyrischem Bezug auf ein mögliches Schicksal unseres "Blauen Planeten" folgte der eher heitere Lyrikband "Drei Mützen im Brunnen". Mit "Auf der Suche nach den goldenen Äpfeln der Hesperiden" brachte der Autor 2017 seine gesamte Prosa als Trilogie heraus, in der seine beiden Biografien und ein dritter Teil mit Kurzprosa, eigener und fremder Lyrik enthalten sind. Im November 2020 erschienen mit "Kellerbier - Eine Literarische Erfrischung" seine Notizen aus dem Außendienst.